# Rolf Maurer
Rolf Maurer (Hedingen, 16 aprile 1938 – Hedingen, 6 giugno 2019) è stato un ciclista su strada e pistard svizzero.
Professionista tra il 1960 ed il 1969, conta la vittoria di una tappa al Giro d'Italia e un'edizione del Tour de Suisse e del Tour de Romandie.

## Carriera
Corse per la Tigra, la Liberia, la Cynar, la Filotex, la G.B.C. e la Mondia, distinguendosi soprattutto nelle corse a tappe. Tra le principali vittorie da professionista vi sono il Züri Metzgete nel 1961, una tappa al Tour de Romandie e una al Tour de l'Avenir nel 1963, il Tour de Romandie e il Tour de Suisse (con due vittorie di tappa) nel 1964, una tappa al Giro d'Italia 1964, una tappa alla Tirreno-Adriatico nel 1966 e una al Tour de Suisse nel 1968.

## Palmarès

### Pista
- 1957

Campionati svizzeri, Inseguimento Dilettanti

### Strada
- 1960

Giro del Mendrisiotto
- 1961

Züri Metzgete
- 1963

4ª tappa Tour de Romandie (Delémont > Ginevra)
12ª tappa Tour de l'Avenir (Port-Lesney > Besançon, cronometro)
- 1964

Classifica generale Tour de Romandie
10ª tappa Giro d'Italia (Marina di Ravenna > San Marino)
2ª tappa Tour de Suisse (Küssnacht > Delémont)
3ª tappa Tour de Suisse (Delémont > Basilea, cronometro)
Classifica generale Tour de Suisse
- 1966

1ª tappa Tirreno-Adriatico (Roma > Foligno)
- 1968

Giro dei Quattro Cantoni
Gran Premio Campagnolo
5ª tappa Tour de Suisse (Sierre > Bellinzona)

### Altri successi
- 1964

Circuito di Maggiora
- 1965

Criterium di Ruggell

## Piazzamenti

### Grandi Giri
- Giro d'Italia

1964: 9º
1966: 10º
1967: 25º
1968: 41º

### Classiche monumento
- Milano-Sanremo

1963: 125º
1966: 6º
1967: 106º
1968: 6º
1969: 62º
- Liegi-Bastogne-Liegi

1968: 22º
- Parigi-Roubaix

1969: 35º

### Competizioni mondiali
- Campionati del mondo

Sachsenring 1960 - In linea: ritirato
Berna 1961 - In linea: 31º
Salò 1962 - In linea: ritirato
Ronse 1963 - In linea: 16º
Sallanches 1964 - In linea: 24º
San Sebastián 1965 - In linea: 28º
Nürburgring 1966 - In linea: ritirato
Heerlen 1967 - In linea: ritirato
Imola 1968 - In linea: ritirato